# Hapalopus butantan
Hapalopus butantan là một loài nhện trong họ Theraphosidae. Loài này là đặc hữu của Brasil.